# 상대론적 원반
일반 상대성 이론에서 상대론적 디스크의 표현은 축 대칭인 고립 소스에 의해 생성되는 중력장에 해당하는 아인슈타인의 필드 방정식에 대한 축 대칭 자체 일관성을 가지는 일련의 해를 나타낸다. 이러한 해를 찾기 위해서는 해가 외부 장을 결정하는 진공 아인슈타인 장 방정식에 대한 경계값 문제인 '외부' 문제와, 이러한 해가 물질 소스의 구조와 자체 중력장에서의 동역학을 결정하는 '내부' 문제를 올바르게 만들어서 동시에 풀어야 한다. 또한 물리적으로 합리적인 해는 질량의 유한성과 양성, 물리적으로 합리적인 종류의 물질 및 유한한 기하학적 크기와 같은 몇 가지 추가 조건을 충족해야 한다. 상대론적 정적 박막 원반을 소스로 설명하는 정확한 해는 보노르(Bonnor), 색필드와 모르간(Sackfield, Morgan), 및 모르간(Morgan)에 의하여 먼저 연구되었고, 그 결과 정적 및 고정식 박막 원반에 해당하는 엄밀 해의 여러 클래스가 다른 저자에 의해서 얻어졌다.